# Alexandru Maximov
Alexandru Maximov (n. 8 iulie 1982) este un fotbalist din Republica Moldova, care joacă pe postul de atacant.

## Palmares

### Individual
Milsami Orhei
- Golgheter – Divizia Națională: 2009–10 (13 goluri; împărțit cu Jymmy França)[1][2]